# Força Internacional d'Assistència i de Seguretat

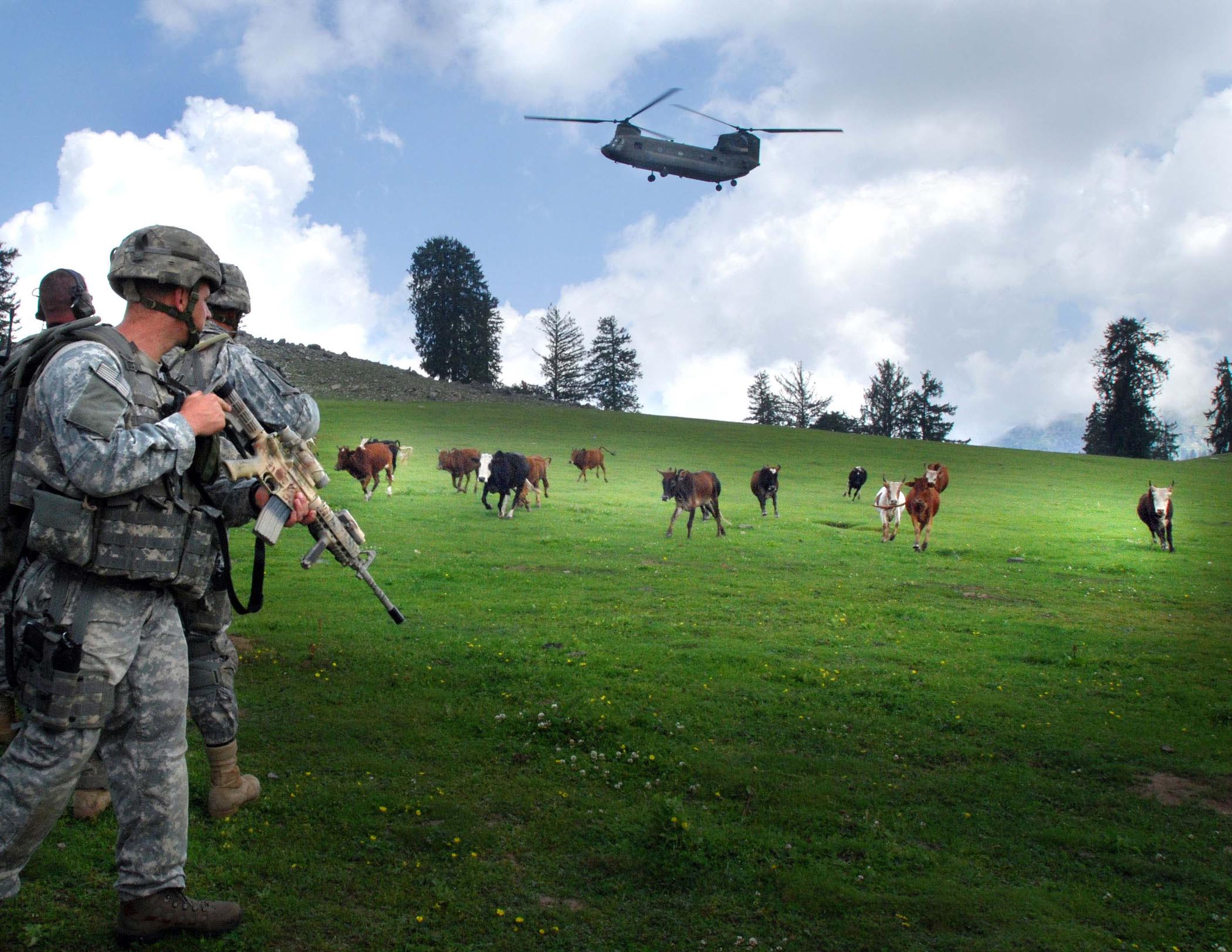
Soldats americans de la ISAF a la província de Kanar (25 d'abril de 2006)

La Força Internacional d'Assistència i de Seguretat (en anglès: 
International Security Assistance Force, ISAF) és una missió militar internacional sota la direcció de l'OTAN present a l'Afganistan des del 2001, arran de la guerra desencadenada en aquell país contra el règim dels talibans. Va ser establerta per la Resolució 1386 del Consell de Seguretat de les Nacions Unides el 20 de desembre del 2001.
La seva missió oficial és "dirigir les operacions militars a la zona d'operacions per ajudar el Govern de la República islàmica de l'Afganistan a l'establiment i el manteniment d'un entorn segur i pacificat amb una col·laboració total amb les forces de seguretat nacionals afganeses, per tal d'estendre l'autoritat i la influència del govern per a facilitar la reconstrucció de l'Afganistan i de permetre al govern exercir la seva sobirania a tot el país."
La missió inicial de la ISAF va consistir a protegir Kabul i els seus voltants dels talibans, els militants d'al-Qaida i altres faccions de "senyors de la guerra" per a permetre l'establiment de l'administració transitòria encapçalada per Hamid Karzai. Però el mes d'octubre del 2003, el Consell de Seguretat de l'ONU va autoritzar l'expansió de la seva missió a tot el país. Des del 2006, la ISAF ha estat implicada en operacions de combat intensives a l'Afganistan del sud, una tendència que va continuar ampliant-se durant els tres anys següents, mentre que els atacs contra les seves forces també van anar augmentant en altres regions del país.
El mes de gener del 2009, el contingent tenia al voltant de 55.100 soldats pertanyents a 26 països de l'OTAN, 10 països associats i 2 de no-associats. Les contribucions principals són les aportades pels Estats Units, el Regne Unit, Alemanya, el Canadà, França i Itàlia. Amb l'elecció del nou president dels Estats Units, Barack Obama, es va anunciar el reforç de tropes d'aquest país al contingent de la ISAF.